# Vetenskapliga rådet för biologisk mångfald
Vetenskapliga rådet för biologisk mångfald, vetenskapligt råd som under åren 1996-2012 var förlagt vid Naturvårdsverket med uppgift att bl.a. ta fram vetenskapligt underlag i frågor som gäller biologisk mångfald. Rådet bestod av 12 ledamöter tillsatta av regeringen. Per Wramner var rådets ordförande.